# Gerhard Richter (Fußballspieler, 1916)
Gerhard Richter (* 10. Februar 1916; † 7. Mai 1995) war ein deutscher Fußballspieler. Er spielte Erstligafußball für den VfB Leipzig in der Gauliga Sachsen und für die ZSG Industrie Leipzig in der DS-Liga. Mit dem VfB gewann Richter 1936 den Tschammerpokal. Seit den 1950er Jahren war Richter als Trainer im DDR-Fußballspielbetrieb tätig.

## Spielerkarriere
Richter gehörte dem VfB Leipzig an, für den er zunächst von 1935 bis 1944 in der Gauliga Sachsen, in einer von zunächst 16, später auf 23 aufgestockten Gauligen zur Zeit des Nationalsozialismus als einheitlich höchste Spielklasse im Deutschen Reich, zum Einsatz kam. 1941 war er bereits als Wehrmachtsangehöriger in Weißenfels stationiert, konnte aber dennoch an den Punktspielen des VfB Leipzig teilnehmen, da er dafür freigestellt wurde.
Die letzte Saison vor dem Ende des Zweiten Weltkriegs bestritt er in der Staffel 1 der Gruppe Leipzig, als eine von vier Gruppen, der nunmehr aufgeteilten Gauliga Sachsen. Bestes Ergebnis war der zweite Platz am Saisonende 1938/39 mit einem Punkt hinter dem Dresdner SC.
Während seiner Vereinszugehörigkeit nahm er mit der Mannschaft am Wettbewerb um den Tschammerpokal, den seit 1935 eingeführten Pokalwettbewerb für Vereinsmannschaften, teil. 1936 trug er in fünf Spielen dazu bei, dass seine Mannschaft bis ins Finale vorstieß. Sein Debüt gab er am 23. August 1936 im notwendig gewordenen und mit 3:0 gewonnenen Wiederholungsspiel gegen Vorwärts-Rasensport Gleiwitz, nachdem die Begegnung der 2. Runde zuvor am 28. Juni 1936 mit dem 2:2-Unentschieden nach Verlängerung keinen Sieger gefunden hatte.
Das Achtelfinale gewann er mit seiner Mannschaft – als einzige Heimmannschaft – mit 2:0 gegen den Berliner SV 1892. Nachdem er auch die Begegnungen mit dem VfB Peine und Wormatia Worms im Viertel- und Halbfinale mit 4:2 und 5:1 erfolgreich bestritten hatte, zog er mit dem VfB Leipzig ins Finale ein.
Das erst am 3. Januar 1937 im Berliner Olympiastadion ausgetragene Finale, fand gegen den Vorjahresfinalisten FC Schalke 04, mit Fritz Szepan und Ernst Kuzorra in ihren Reihen, statt – und endete mit 2:1 für den VfB Leipzig, wobei seine Mitspieler Jakob May und Herbert Gabriel mit den Toren zum 1:0 in der 20. und zum 2:0 in der 31. Minute ihre Mannschaft in Führung brachten; der Anschlusstreffer des Schalkers Ernst Kalwitzki in der 42. Minute blieb der einzige in den verbleibenden 48 Minuten.
Nachdem der VfB Leipzig 1945, wie alle bürgerlichen Vereine, durch die sowjetische Besatzungsmacht aufgelöst und enteignet worden war, gründeten unter anderem ehemalige VfB-Spieler auf ihrem alten Sportgelände die „SG Probstheida“, der Richter im Spieljahr 1946 noch angehörte. 
Erst mit der Saison 1949/50 gab es wieder Länder übergreifenden Fußball in der sogenannten Zonen-Liga, der später als DS-Liga und DDR-Oberliga bezeichneten Spielklasse. Zu den Gründungsmannschaften der Zonen-Liga gehörte die am 21. März 1949 gegründete ZSG Industrie Leipzig, zu deren Aufgebot auch Richter – inzwischen 33 Jahre alt – gehörte. In 24 von 26 Punktspielen kam er wie gewohnt als rechter Läufer zum Einsatz, blieb jedoch ohne Torerfolg. Am Saisonende belegte seine Mannschaft den achten Platz unter 14 teilnehmenden Mannschaften; er beendete danach seine Fußballerkarriere im Leistungsbereich. Am 16. August 1950 gab sich der Verein den Namen BSG Chemie Leipzig.

## Erfolge
- Tschammerpokal-Sieger 1936

## Trainerkarriere
Seine Trainerlaufbahn absolvierte Richter zunächst im Bereich der Armeesportvereinigung Vorwärts, wo er bei ASK Vorwärts Berlin, bei der ASV Vorwärts Leipzig und bis 1956 bei der ASG Vorwärts Cottbus tätig war. 1958 übernahm er das Training des Aufsteigers in die drittklassige II. DDR-Liga BSG Motor Schkeuditz. In der Saison 1962/63 erreichte Richter mit dem zweitklassigen DDR-Ligisten Chemie Zeitz das Endspiel um den DDR-Pokal, das seine Mannschaft mit 0:3 gegen den Oberligisten Motor Zwickau verlor. Zwischen 1964 und 1967 war Richter Trainer in der zweitklassigen DDR-Liga, wo er den SC Potsdam und dessen Nachfolger Motor Babelsberg betreute. Zur Spielzeit 1970/71 kehrte er als Trainer nach Schkeuditz zurück, wo die TSG MAB Schkeuditz in der nun drittklassigen Bezirksliga Leipzig spielte.

## Ergänzender Hinweis
Ein jüngerer Gerhard Richter (* 6. August 1927 in Leipzig) spielte bis 1948 ebenfalls für den VfB bzw. Probstheida. Er war später Vertragsspieler bei Bremerhaven 93 und Alemannia Aachen und brachte es allein für den letztgenannten Verein auf annähernd 200 Oberligaspiele. Später gab er das Alemannia-Stadionprogramm heraus.